# Ladbrokes

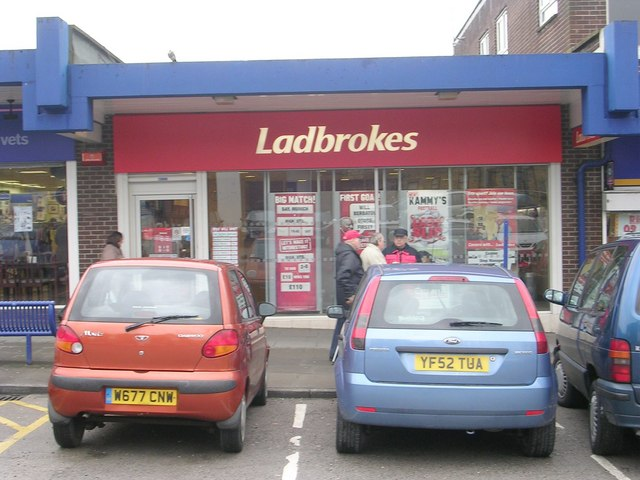

Ladbrokes plc (pronuncia inglese [ˈlædbrʊkz]) è una società britannica di scommesse e gioco d'azzardo. Ha sede a Rayners Lane ad Harrow, a Londra. In precedenza era proprietaria del marchio alberghiero Hilton Hotels al di fuori degli Stati Uniti ed era noto come Hilton Group plc dal 1999 al 2006. La società era quotata alla Borsa di Londra ed era un membro del Indice FTSE 250, fino a quando non è stata acquisita da GVC Holdings nel marzo 2018.

## Storia
L'azienda è stata fondata dai signori Schwind e Pennington nel 1886, come agenti di commissione per i cavalli addestrati a Ladbroke Hall nel Warwickshire. Il nome Ladbrokes fu adottato nel 1902, quando Arthur Bendir si unì alla partnership e le operazioni furono trasferite a Londra.
Gli uffici londinesi di Ladbrokes furono i primi nelle vicinanze dello Strand, trasferiti a Hanover Square nel 1906 e, nel 1913, a Six Old Burlington Street, Mayfair. Dal 1913 al 1956, la clientela di Ladbrokes proveniva esclusivamente dall'aristocrazia britannica e dalle classi superiori, molti dei quali erano membri dei club per gentiluomini d'élite nella zona di St James, nel centro di Londra.
Dopo la fine della seconda guerra mondiale, le fortune di Ladbrokes erano in costante declino, grazie a un clima economico austero del dopoguerra, a una base di clienti in diminuzione e alla riluttanza a cambiare l'approccio specializzato dell'azienda alla creazione di libri. Di conseguenza, nel 1956 la società fu acquisita da Mark Stein e suo nipote Cyril Stein per una cifra di 100.000 sterline.
Nel 1961, il governo ha legalizzato i negozi di scommesse ai sensi del Betting and Gaming Act. In qualità di amministratore delegato, Stein ha utilizzato i profitti delle aree tradizionali dell'azienda per creare una catena di negozi di scommesse. La società si è inizialmente diversificata al di fuori del business delle scommesse acquisendo una quota importante nel Dragonara Palace a Malta, un casinò e hotel, che ha aperto la sua prima fase nel 1964.
Nel settembre 1998 Ladbrokes ha acquistato Coral, una catena di negozi di scommesse con 891 sedi, da Bass plc per 363 milioni di sterline. Il governo del Regno Unito, tuttavia, ha ordinato a Ladbrokes di vendere Coral dopo che la "Monopolies and Mergers Commission" ha ritenuto che l'acquisizione fosse anticoncorrenziale.
Nell'agosto 1999, il Gruppo Hilton ha deciso di cedere le sue attività di gioco d'azzardo al di fuori dell'Europa a causa di risultati deludenti. La maggior parte dei beni, inclusi ippodromi e casinò negli Stati Uniti e attività di bingo e scommesse in Sud America, sono stati venduti entro il 2001. Inoltre, la società ha venduto i suoi ventisette casinò nel Regno Unito a Gala Group nel dicembre 2000 per 236 milioni di sterline.
Nel febbraio 2006, la società ha venduto le sue attività alberghiere a Hilton Hotels Corporation per 3,5 miliardi di sterline, e ancora una volta si è rinominata Ladbrokes plc. Nel marzo 2007, il marchio Vernons è stato venduto a Sportech.
È quotato alla Borsa di Londra ed è un membro dell'Indice FTSE 250, essendo stato tolto dall'FTSE 100 nel giugno 2006.
Nel 2015 si fonde con Gala Coral Group.
Nel 2018 Ladbrokes Coral è stata acquisita da GVC Holdings, operatore di gioco d'azzardo online con sede nell'isola di Man e già detentore dei marchi Partypoker, Gioco Digitale e bwin.